# Kundby-sagen
Kundby-sagen var en dansk straffesag, hvor den kun 17-årige Natascha Colding-Olsen fra Kundby blev idømt 8 års fængsel for at have lagt udtænkt planer om et terrorangreb mod Sydskolen i Fårevejle Stationsby og Carolineskolen i København, samt at have udøvet grov vold mod en pædagog på en lukket institution, mens hun var varetægtsfængslet. 
Sagen fik stor opmærksomhed i den danske offentlighed, blandt andet fordi pigen tilsyneladende konverterede til islam og blev radikaliseret meget hurtigt. Desuden vakte den også stor opsigt, da der var tale om en socialsag. Dette ansvar lå hos Holbæk kommune, som fik stor kritik over de mange indberetninger om mistrivsel.[kilde mangler] Dette blev der senere hen lavet en dokumentar om, hvor Kundby pigens familie prøvede at få svar på hvorfor de ikke greb ind noget før.
Derudover var det også første gang, at en kvinde blev dømt under dansk terrorlovgivning. Sagen blev først behandlet ved Retten i Holbæk, hvor pigen blev idømt 6 års fængsel, herefter ved Østre Landsret, som skærpede straffen til 8 års fængsel.